# Stenhomalus unicolor
Stenhomalus unicolor är en skalbaggsart som beskrevs av Tatsuya Niisato och Hua 1998. Stenhomalus unicolor ingår i släktet Stenhomalus och familjen långhorningar. Inga underarter finns listade i Catalogue of Life.